# Powys
Powys er et grevskab i Wales. Det har fået navn efter Kongeriget Powys, der var en walisisk statssuccesion, småkongerige og fyrstedømme, som opstod i middelalderen efter romerne forlod Storbritannien.
Powys har et areal på 5.200 km2, og det er dermed Wales' største grevskab. Mod nord grænser det op til Gwynedd, Denbighshire og Wrexham County Borough; mod vest til Ceredigion og Carmarthenshire; mod øst til Shropshire og Herefordshire; og mod syd til Rhondda Cynon Taf, Merthyr Tydfil County Borough, Caerphilly County Borough, Blaenau Gwent, Monmouthshire og Neath Port Talbot.
De største byer i Powys er Newtown, Ystradgynlais, Brecon, Welshpool, Llandrindod Wells og Knighton. Powys har den laveste befolkningstæthed af alle grevskaberne i Wales. Størstedelen af Powys er bjergrig og de fleste veje og jernbaner er relativt små og langsomme grundet dette landskab.

## Attraktioner
- Black Mountains
- Brecon Beacons – bjergkæde
- Radnor Forest
- Y Gaer – romersk fort
- Battle of Bryn Glas

### Borge og slotte
- Dolforwyn Castle
- Montgomery Castle
- Powis Castle
- Tretower Castle
- Aberedw Castle
- Castell Du
- Bronllys Castle
- Cefnllys Castle

### Søer og vandfald
- Elan Valley Reservoirs
- Lake Vyrnwy
- Llangorse Lake
- Clywedog Reservoir
- Pistyll y Llyn – et af de højeste vandfald i Wales
- Pistyll Rhaeadr
- Water-breaks-its-neck vandfald i Radnor Forest
- Waterfall Country – vandfald i de øvre bifloder til floden Neath

### Domkirker
- Brecon Cathedral

### Grotter
- Ogof Agen Allwedd
- Ogof Craig a Ffynnon
- Ogof Ffynnon Ddu
- Ogof y Daren Cilau

### Museer og lign.
- Centre for Alternative Technology, Machynlleth
- Llandrindod Wells Museum
- National Cycle Museum, Llandrindod Wells
- Llanidloes Museum
- Knighton Museum, Knighton
- Museum of Welsh Textiles, Whitton (Powys)
- Newtown Textile Museum
- Powysland Museum, Welshpool
- Judge's Lodging, Presteigne
- The Old Bell Museum, Montgomery
- Robert Owen Museum, Newtown
- WHSmith Museum, Newtown
- Rhayader Museum & Gallery, Rhayader
- Wyeside Arts Centre, Builth Wells
- Y Gaer, Brecon
- Llanwrtyd Wells Heritage and Arts Centre, Llanwrtyd Wells

### Vandreture
- Glyndŵr's Way – tur på ca 217 km igennem Powys mellem Knighton og Welshpool
- Sarn Sabrina Walk – tur på 40 km fra Llanidloes til Severns udspring[1]
- Severn Way – beskrevet af Long Distance Walkers Association som en 360 km lang vadnrerute[2]
- Taff Trail – vandre- og cykelrute, der løber mellem Cardiff Bay og Brecon, ca. 89 km
- Offa's Dyke Path – vandrerute på omkring 285 km
- Wye Valley Walk – vandrerute på omkring 219 km fra Chepstow til Rhayader

### Jernbaner
- Brecon Mountain Railway (veteranbane)
- Cambrian Line
- Heart of Wales line
- Welshpool & Llanfair Light Railway (veteranbane)